# Stadium of Light
El Stadium of Light (en español: Estadio de Luz) es un estadio de fútbol situado en la ciudad de Sunderland, en el condado metropolitano de Tyne y Wear al noreste de Inglaterra. Sirve de sede habitual al Sunderland Association Football Club. Es también un estadio elite de la UEFA; esto le permite tener finales de competencias europeas.

## Historia
El Estadio de Luz fue oficialmente inaugurado por el Príncipe Andrés, Duque de York, el 30 de julio de 1997 con el partido de exhibición del Sunderland A.F.C. contra el AFC Ajax.